# Ongeval op de Maas met de stuw Grave

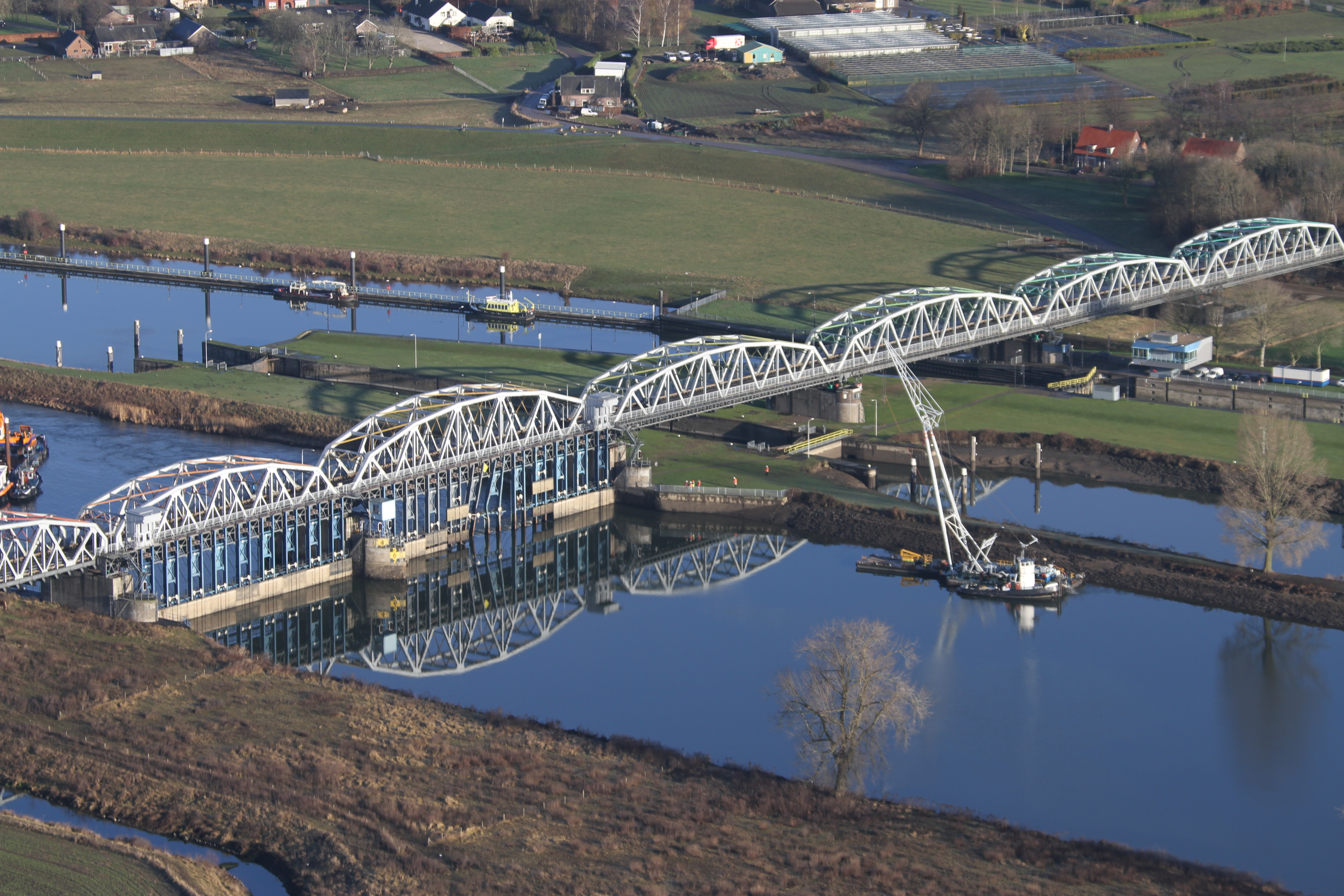
Overzicht van de stuw

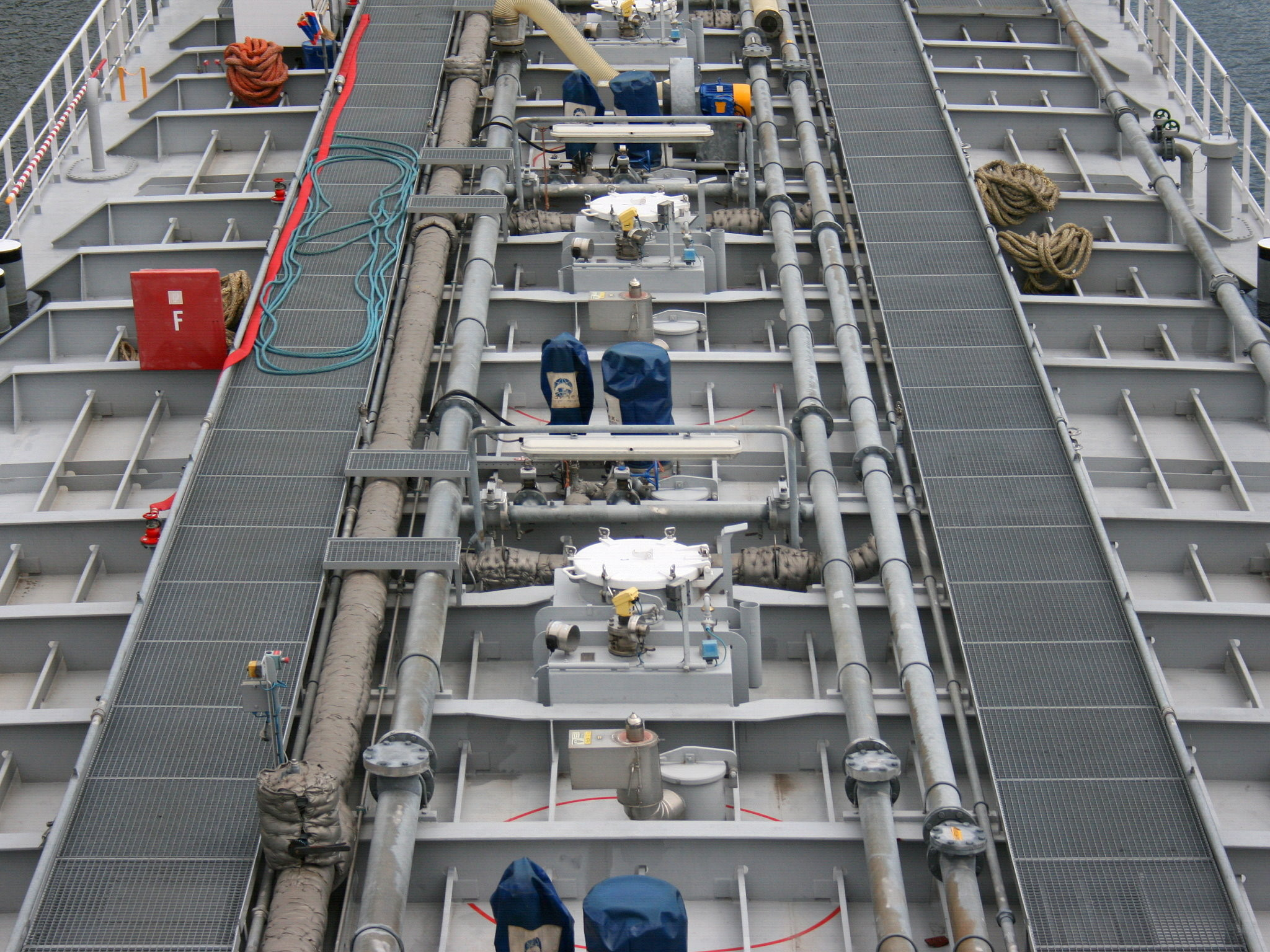
Het leidingwerk aan dek van de tanker vóór de aanvaring

Het ongeval op de Maas met de stuw Grave betrof een ongeval met een schip dat op de Maas, ter hoogte van de Nederlandse plaats Grave een stuw ramde.
Donderdag 29 december 2016 rond half acht 's avonds ramde het afvarende Duitse, in 2001 in Tsjechië gebouwde, dubbelwandig motortankschip voor de binnenvaart  Maria Valentine, geladen met zo'n 2000 ton benzeen, in zeer dichte mist de stuw onder de John S. Thompsonbrug tussen Grave en Nederasselt van het Stuw- en sluizencomplex Grave. Het brak door de jukken en dook door het ontstane gat zo'n drie meter omlaag. Daarbij werden de mast, het leidingwerk aan dek en een deel van de railing weggevaagd. Het stuurhuis werd daarbij naar achteren geschoven. Desondanks slaagde de bemanning er in het schip zo'n 500 meter beneden de stuw (stroomafwaarts) voor anker te laten gaan. De lading vloeibaar benzeen is niet uit de tanks gestroomd, ondanks de afgebroken leidingen aan dek, de duik door de stuw en dankzij het feit dat het schip noch gebroken, noch geplooid is tijdens de duik door de stuw.

## Alarmering

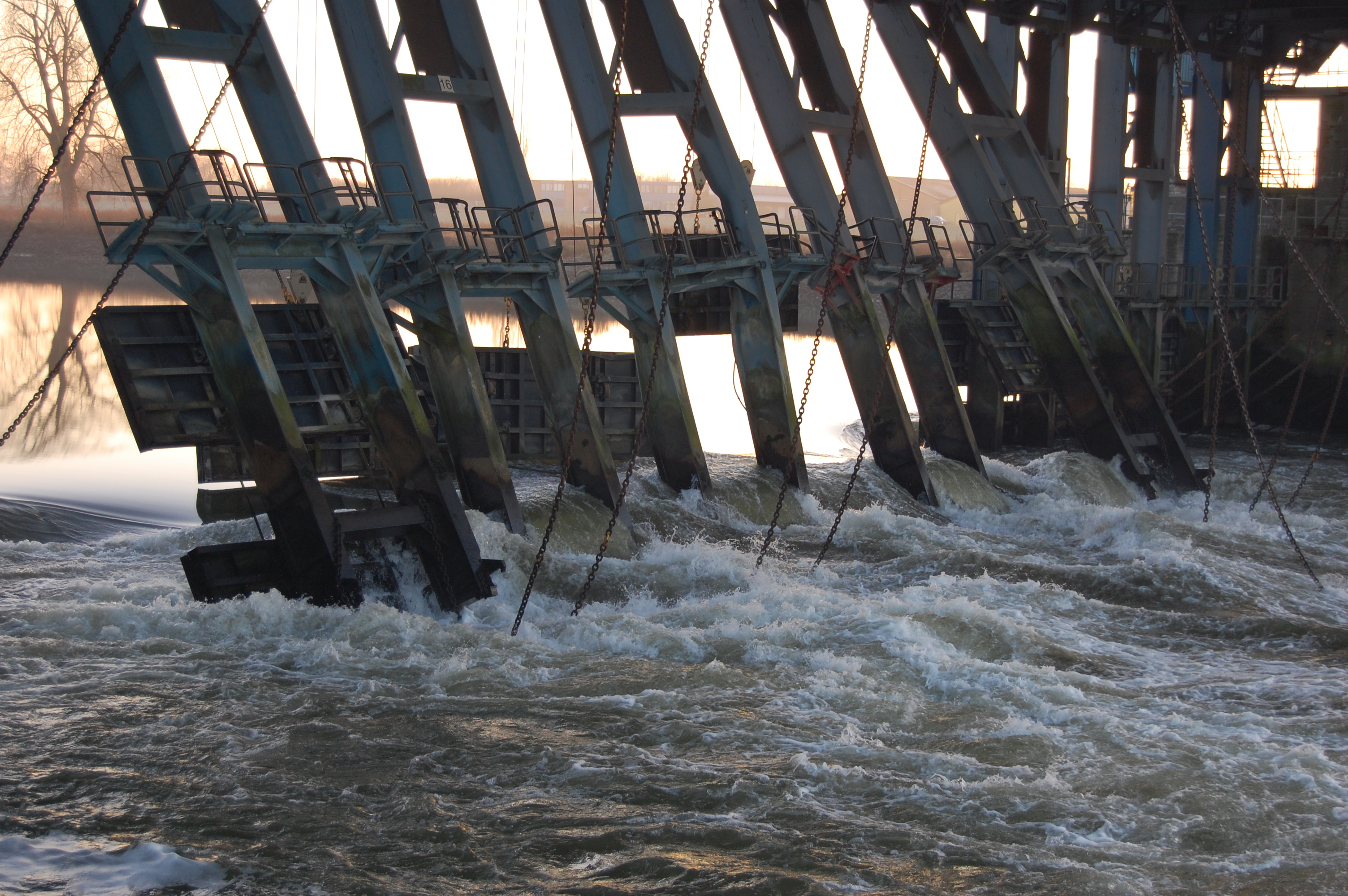
De afgebroken jukken na de aanvaring.

- 19.31 uur hoorde de sluismeester lawaai. De bemanning van de RWS 27, een inspectievaartuig van Rijkswaterstaat, nam ook met hem contact op. De sluismeester sloeg 19.34 uur alarm bij de bediencentrale Maasbracht. De bediencentrale treedt op als coördinatiepunt bij ongevallen, calamiteiten en waterverontreinigingen. Het vermoeden werd uitgesproken dat het bij de stuw vandaan kwam. Contact met de schipper van het schip op de radar en de AIS bleek niet mogelijk.
- De RWS 27 kon op de radar wel zien dat de ballenlijn kapot was. Die ballenlijn is een kabel met boeien, die normaal gesproken een jacht kan opvangen als het richting stuw gaat. De RWS 27 is bij de ballenlijn gaan kijken;
- Rond 19.40 contateerde men dat die lijn geknapt was. Uit ervaring zag men ook dat stroming veel groter was dan gewoonlijk en de RS27 is verder op onderzoek gegaan bij de stuw. Daar constateerde men ook een groot gat, waar het water met kracht doorheen stroomde. De RWS 27 informeerde de sluismeester over de schade en dat er een kegelschip bij betrokken was. Een kegelschip is een schip dat gevaarlijke of schadelijke stoffen aan boord heeft en daarom volgens wettelijk voorschrift overdag één of meer blauwe kegels moet voeren.
- 19.46 uur zette deze met die informatie een aantal procedures in werking, door het incident te melden aan de bediencentrale.
- Rond 20.00 uur begon de bediencentrale met het informeren van de omgeving over het dalende water en schutte de RWS 27 zo snel mogelijk af, op zoek naar het schip dat de schade had veroorzaakt.
- 20.07 uur vond men de tanker op 500 meter beneden de stuw, zo'n 50 tot 60 meter uit de wal, met kapotte leidingen, loshangende kabels en afgescheurde stuurhut. Daarmee werd de ernst van de situatie voor het eerst duidelijk. De RWS 27 nam contact op met de brandweer Grave en rapporteerde over de staat van het schip, waarop besloten werd groot alarm te slaan.[3][4]
- 20.10 uur verzocht de Officier van Dienst-Waterpartijen de politie om de brug af te sluiten.
- 20.29 uur hoorde de meldkamer van Veiligheidsregio Brabant-Noord van de aanvaring en het verzoek om de brug af te sluiten en de brandweer te alarmeren.
- 20.45 uur arriveerde de eerste brandweerwagen van het korps Grave bij de stuw. Enkele brandweerlieden zijn via het weiland op zoek gegaan naar het schip. Zij hadden vanaf de kant als eerste contact met het kapotte schip, maar konden door de mist niets van het schip zien. Een van de vijf opvarenden heeft wel naar de wal geroepen dat er niemand aan boord gewond was. De brandweer heeft daarna overleg gehad met onder andere RWS en is besloten om verder op te schalen. De meldkamer van de VRGZ heeft dit meegekregen en heeft toen ook aan de gelderse kant de nodige brandweereenheden ter plaatse laten gaan om poolshoogte te nemen. Ook aan de Gelderse kant is dit incident toen fors opgeschaald.

## Maatregelen

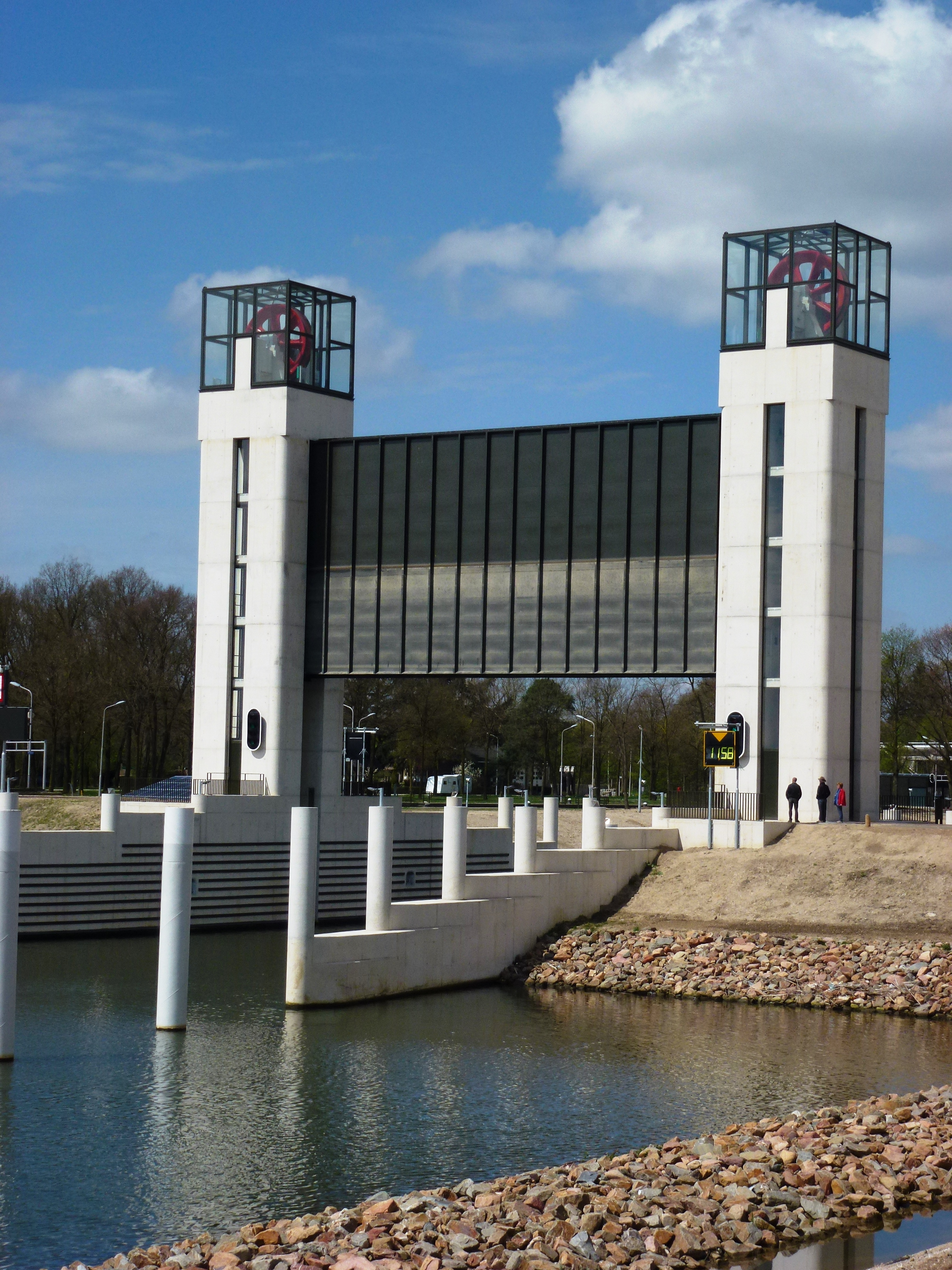
De nieuwe keersluis Heumen

Boven het schip werd benzeendamp gemeten en is een alarm afgegaan. Er werd echter geen lekkage in het water vastgesteld. Maar toch werd de vijfkoppige bemanning van het schip rond 00:00 uur van het schip gehaald, niemand werd gewond. Omdat de schipper zich toch niet goed voelde is hij alsnog naar het ziekenhuis vervoerd. Bewoners van Heumen werden niet gewaarschuwd ramen en deuren te sluiten. De bewoners van het Grave werden wel opgeroepen.
De stuw werd rond 19.30 uur aangevaren, waarna door de sluismeester en de watercoördinator opdracht tot sluiting van het Sluiscomplex Heumen werd gegeven. Heumen heeft een schut- en een keersluis. De keersluis is op afstand bedienbaar, maar zakte in eerste instantie scheef en viel in storing. Gewoonlijk moet daar een aannemer voor worden opgeroepen, maar de operator bleef - gezien de omstandigheden - nu zelf resetten en de schuif werd pas rond middernacht, 4,5 uur na de aanvaring met de stuw, gesloten.
Doordat de oude sluis van het Sluiscomplex Heumen niet op tijd werd gesloten, liep daardoor het Maas-Waalkanaal in de gemeente Heumen leeg. Een fout die tot gevolg had dat het waterpeil zo ver daalde, dat de scheepvaart op het kanaal onmogelijk werd. De schutsluis is voor de scheepvaart gewoonlijk buiten gebruik en wordt nog met de hand bediend. De ebdeuren van de schutsluis hebben echter geen bedieningsstangen. Er was op dat moment geen RWS boot meer voorhanden om ze te sluiten. Zowel de blusboot Gelderland van de veiligheidsregio Gelderland-Zuid als de RWS 27 zijn op dit incident ingezet. De bemanning van de 1e TS van de VRGZ is als opstapbemanning op het schip van RWS gestapt en heeft fysiek contact gemaakt met de bemanning en deze daarna ook van boord gehaald. De bemanning was niet gewond. De Kapitein van het schip was niet helemaal lekker maar dit was door de gebrekkige communicatie bij de hulpdiensten overgekomen als dat hij onwel zou zijn geworden. DIt was niet het geval. De kapitein was al ziek voor de aanvaring. De bemanning van de 1e TS heeft nadat de bemanning van boord was gehaald het schip gecontroleerd op de schade, daar foto's van gemaakt en tevens metingen verricht. Bij deze metingen is geconstateerd dat er geen gevaarlijke stoffen vrij waren gekomen. De Blusboot is geschut en is daarna uit voorzorg in de omgeving van het schip gepositioneerd. Dit kan omdat deze blusboot een luchtdichte cabine heeft en hiermee zich kan bewegen in een giftige damp. De sleepboot Daan (ENI 02006965), welke in de omgeving aangemeerd lag is later ingezet ter ondersteuning van het dichten van de sluis. Op dat moment was het waterpeil 1,1 meter gezakt. Dat de schutsluis Heumen handmatig vanaf een boot pas na de keersluis gesloten werd en niet andersom, zoals nu gedaan is, had als oorzaak dat de boot van een aannemer pas uren later aanwezig kon zijn. Doordat de keersluis al gesloten was ontstond een sterke stroming in de schutsluis, die het sluiten niet eenvoudiger maakte.
Het sluiten van de keersluis voor de Mookerplas bij Mook was een probleem, die heeft puntdeuren bedoeld voor het keren van hoog water op de Maas. Dat water drukt de deuren dicht, maar bij dit laag water vallen ze juist open. De oplossing was om schotbalken, voorzien van folie tegen het lekken, te gebruiken. Die echter eerst moesten worden aangevoerd en met een telescoopkraan worden geplaatst. Een duikteam moest eerst de vervuiling uit de aanwezige sponningen verwijderen. 
De havenmeester van Cuijk liet de keersluis binnen een half uur na het ongeval sluiten. 
Op zaterdagmorgen 31 december is het schip uitgebreid geïnspecteerd en naar de overslaghaven van Moerdijk gesleept.

## Gevolgen
Door de aanvaring raakten vijf jukken, waarop de stuwschuiven gemonteerd zijn, beschadigd en zakte het waterpeil in de Maas over 25 kilometer naar het laagst mogelijke niveau: het daalde met ongeveer drie meter.

### Gevolgen op de Maas
Het pand tussen Sambeek en Grave en door het niet sluiten van de sluizen in Heumen is ook het Maas-Waalkanaal leeggelopen. Het waterpeil daalde aanvankelijk met 50 centimeter per uur, later werd dat 20 centimeter. De scheepvaart tussen Sambeek en Grave en op het Maas-Waalkanaal werd daarmee voor op dat moment onbepaalde tijd gestremd. Voor dergelijke calamiteiten lagen geen crisisscenario's klaar. Het ongeval had grote gevolgen voor waterbewoners en gebruikers van het stuwvak vanaf Sambeek. 5 januari 2017 organiseerde Rijkswaterstaat een informatiebijeenkomst.

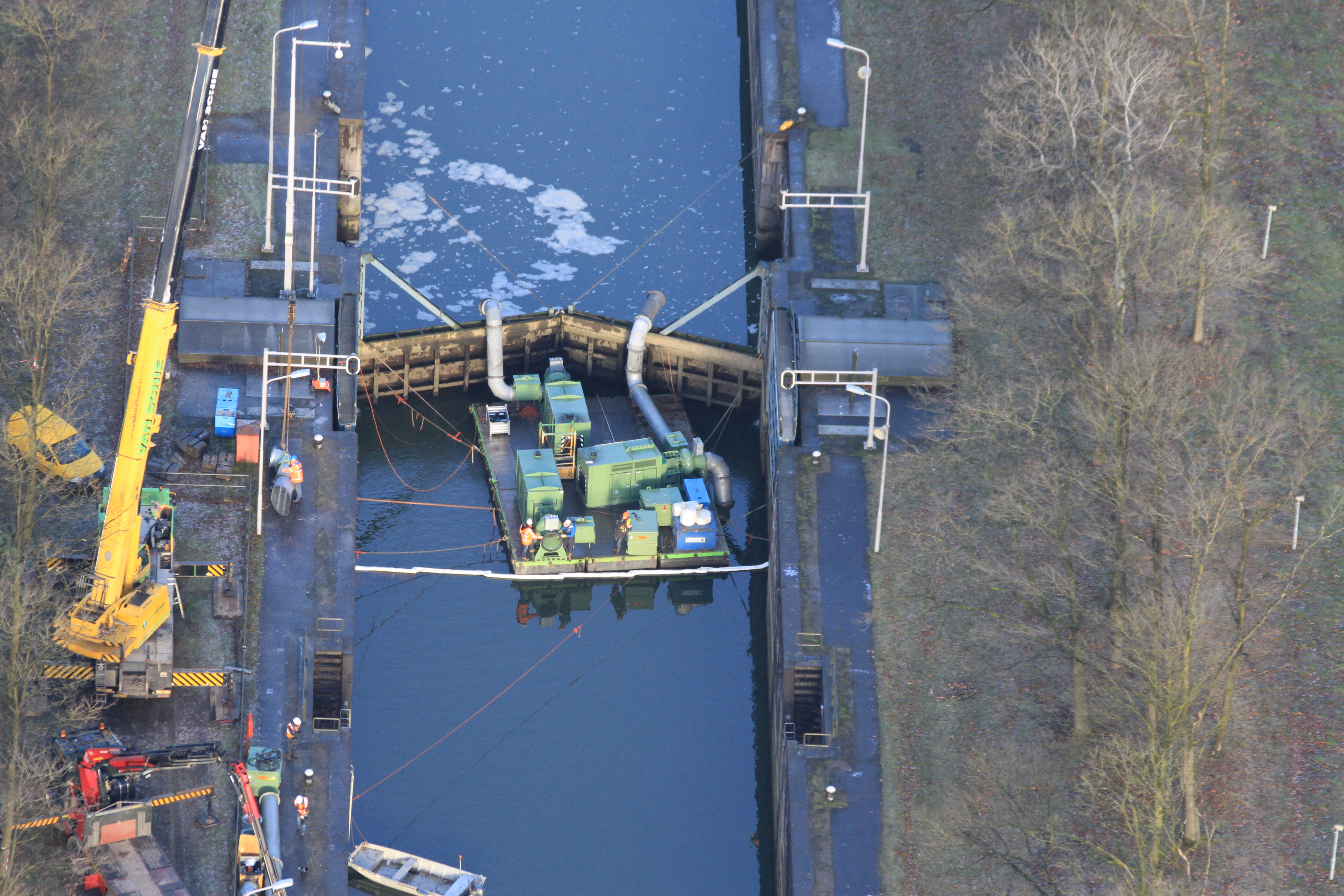
De pompen voor de deuren van de oude schutsluis Heumen

Om het mogelijk te maken dat de schepen weer konden varen en de woonboten weer konden drijven werden drie mobiele noodpompen met een capaciteit van 5.000 m³ per uur (1,4 m³/per seconde) ingezet, die met een ponton in de kolk voor de deuren van de oude schutsluis van Heumen waren aangevoerd. Het Ministerie van Infrastructuur en Milieu beschikt over 20 mobiele noodpompen, die ingezet kunnen worden in het geval van een (dreigende) maatschappelijke ontwrichting als gevolg van wateroverlast, een overstroming of in een situatie van (dreigende) watertekorten. Twee kwamen daar maandag rond 8.00 uur aan, waren vanaf 14.00 uur operationeel, werkten 24 uur per dag. Woensdagmorgen kwam er een nieuw verzoek vanuit de regio voor een derde pomp. Het water is vanaf maandagavond zo'n 12 cm per etmaal gestegen. De pompen bleven na het op peil komen werken, om het waterverlies als het gevolg van schutten te compenseren. Ze bleven pompen totdat het pand Grave-Sambeek door de nooddam weer op hetzelfde peil als het Maas-Waalkanaal was.
Zondag 8 januari 2017, rond 08.30 uur, konden bij daglicht de eerste schepen het Maas-Waalkanaal weer verlaten. Het kanaalpeil was inmiddels met pompen voldoende opgestuwd, waren de woonboten weer drijvend en kon er weer geschut worden met sluis Weurt. Er werden twee schepen naar binnen geschut en rond 15.00 uur waren alle schepen uit het kanaal vertrokken om hun weg te vervolgen. Maandag 23 januari 2017 is het rivierpand boven Grave weer vrijgegeven voor de vrachtvaart, dinsdagmiddag 24 januari 2017 werden ook alle vaarbeperkingen ingetrokken, werd de verbinding met het Maas-Waalkanaal bij Heumen weer geopend en zijn sindsdien de Maas en het Maas-Waalkanaal weer volledig in gebruik.

### Gevolgen voor de dijken
Tweede Kamerlid Erik Ronnes (CDA) uit Boxmeer stelde, samen met zijn fractiegenoten Jaco Geurts en Martijn van Helvert, schriftelijke vragen aan minister Melanie Schultz van Haegen (VVD) van Infrastructuur en Milieu over de gevolgen van het ongeluk voor de dijk tussen Sambeek en Grave. De minister antwoordde dat er tot dat moment geen afwijkingen waren geconstateerd. Ze wees ook op het feit dat met de tijdelijke nooddam de oorspronkelijke grondwatersituatie werd hersteld.

### Gevolgen voor de beroepsvaart

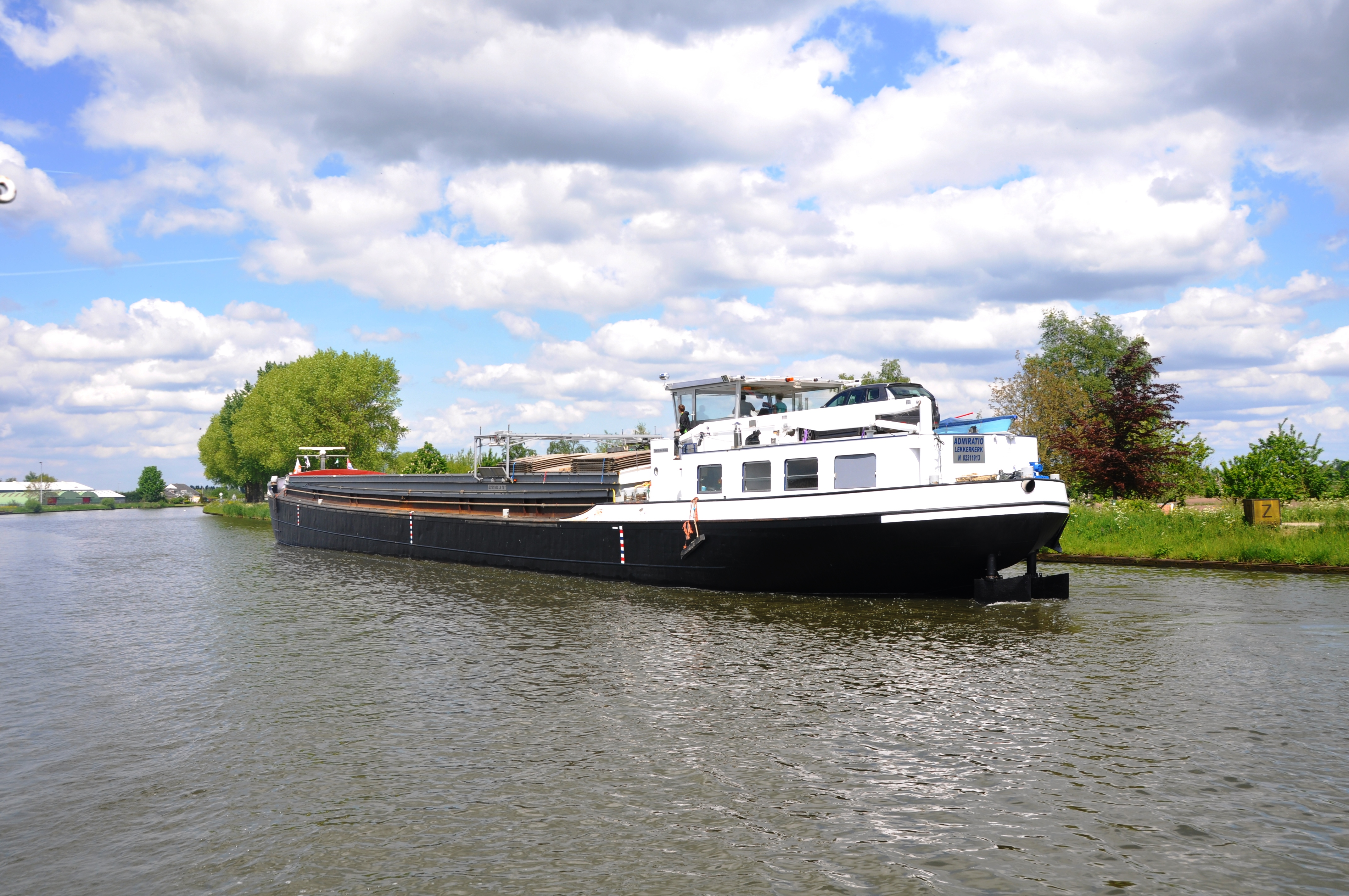
De ADMIRATIO had aan de ene kant het geluk dat het schip niet op de rivier droog viel. Het was net de haven van Cuijk binnengevaren. Aan de andere kant lag het daar wel weken opgesloten.

Schepen moesten omvaren. De havens ten zuiden van de stuw waren vanuit bijvoorbeeld Rotterdam voor grotere schepen alleen bereikbaar via een omleidingsroute via Antwerpen en het Albertkanaal. Een extra vaartijd van circa 28 uur. Dat betekende dat de bestemming Barge Terminal in Holtum pas twee dagen later kon worden bereikt dan via de normale route. Voor kleinere schepen dan van CEMT-klasse III was de vertraging korter. Schepen tot en met CEMT-klasse II konden vanaf 's-Hertogenbosch via de Brabantse kanalen in de corridor Empel-Panheel naar Maastricht en Wessem. Een langere vaartijd van zo'n 18 uur. Alle bedrijven die voor hun af- en aanvoer afhankelijk zijn van laad- en losplaatsen langs de Maas tussen Sambeek en Grave waren aangewezen op het duurdere wegtransport. De bouw had er last van, zand- en grindschepen moesten omvaren. Bedrijven als DSM, Sabic, OOC Terminals in Oss, overslagterminals in Cuijk en Veghel, OCI-Nitrogen en VDL Nedcar ervoeren hinder van de stremming van het scheepvaartverkeer op de Maas. Op het Albertkanaal kon zonder kosten worden geschut vanwege de calamiteit bij Grave. De haven van Cuijk kon pas weer worden geopend toen de Maas weer helemaal bevaarbaar was. Voor de beroepsvaart bestond de schade vooral uit verlette tijd. Het duurde dagen aleer de meeste schepen op de route weer konden gaat varen.

### Gevolgen voor woonschepen en jachten
De schepen in de jachthaven van Grave van Watersportvereniging De Stuw vielen droog, de Mookerplas liep leeg (ook die werd later gesloten dan had gekund, daar was weer een ander waterschap voor verantwoordelijk) en 18 woonboten in de Paesplas in Gennep kwamen na het ongeluk scheef te liggen op de bodem van de plas. Enkele woonbootbewoners hadden het op tijd in de gaten en iemand had al losgekoppeld van de voorzieningen en dreef al los in de haven. Bij een woonboot werd de hele nacht met duikers onder de boot gespoeld, zodat die niet verder dan noodzakelijk scheefzakte. Bij een ander schip liep al zoveel water naar binnen, dat het met pompen nauwelijks meer was bij te houden. Daar is met hulp van een duiker acht kubieke meter platen piepschuim een voor een onder geschoven, aan de kant waar de boot het diepst lag. Daarmee bleef de boot boven water.
Vrijdag 13 januari begon Rijkswaterstaat met de aanleg van een mobiele dijk in de invaaropening van de Paesplas, met als bedoeling een aantal woonboten vlot te kunnen trekken. De woonboten lagen door het leeglopen van het pand van de Maas scheef in de plas omdat ook daar het waterpeil flink was gedaald. Meerdere schepen zogen zich vast in de modder, de zwaarste boot die vastlag is 350 ton. De 55 meter lange mobiele dijk, een soort balgstuw vol met water, zorgde voor een afsluiting tussen de Maas en de Paesplas. Daarna werd het waterpeil in de plas door Rijkswaterstaat gecontroleerd omhoog gepompt totdat het water de maandag erna 1,5 meter hoger stond en de woonschepen weer dreven.

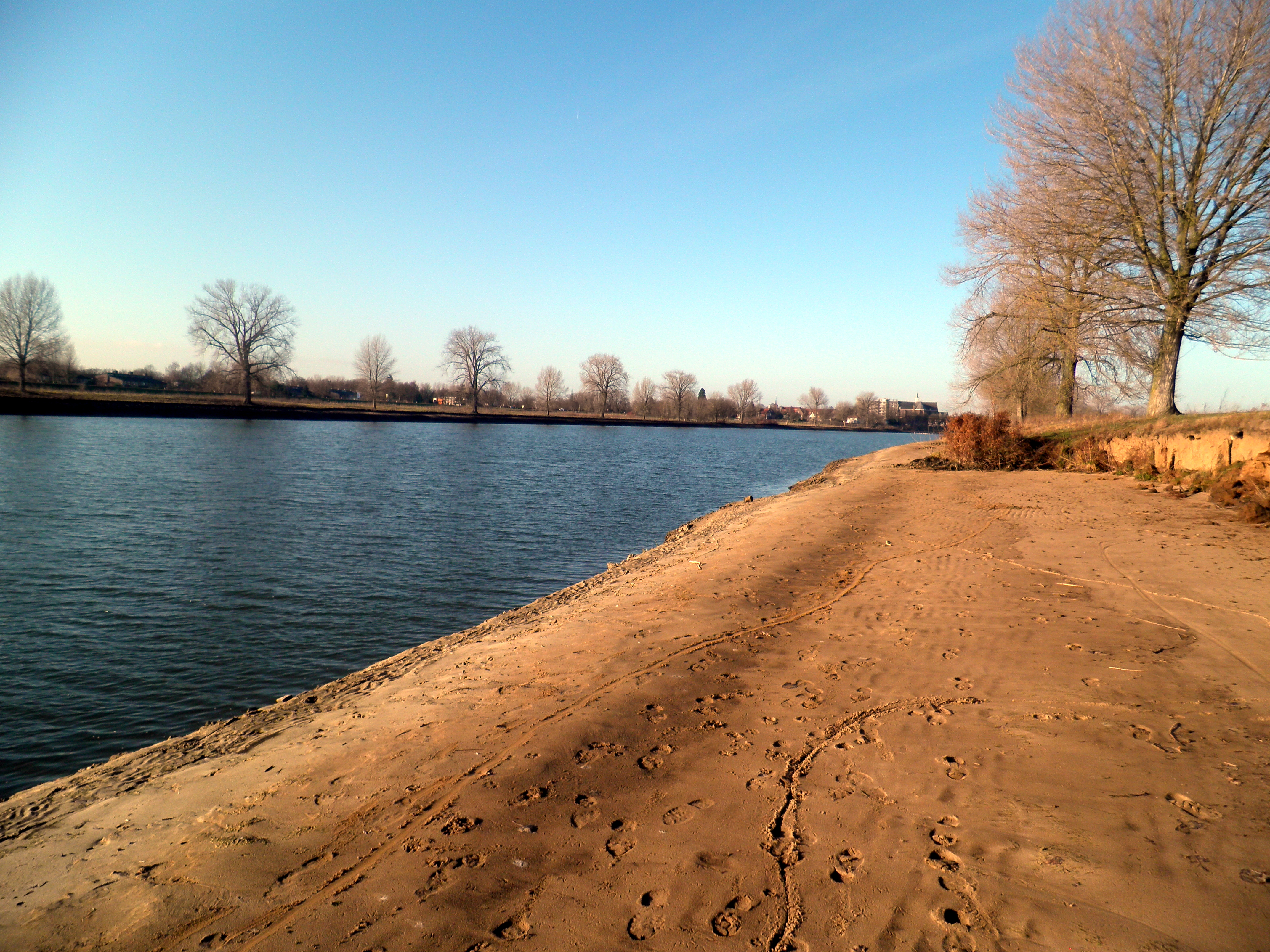
Rivierbedding Maas nabij Grave
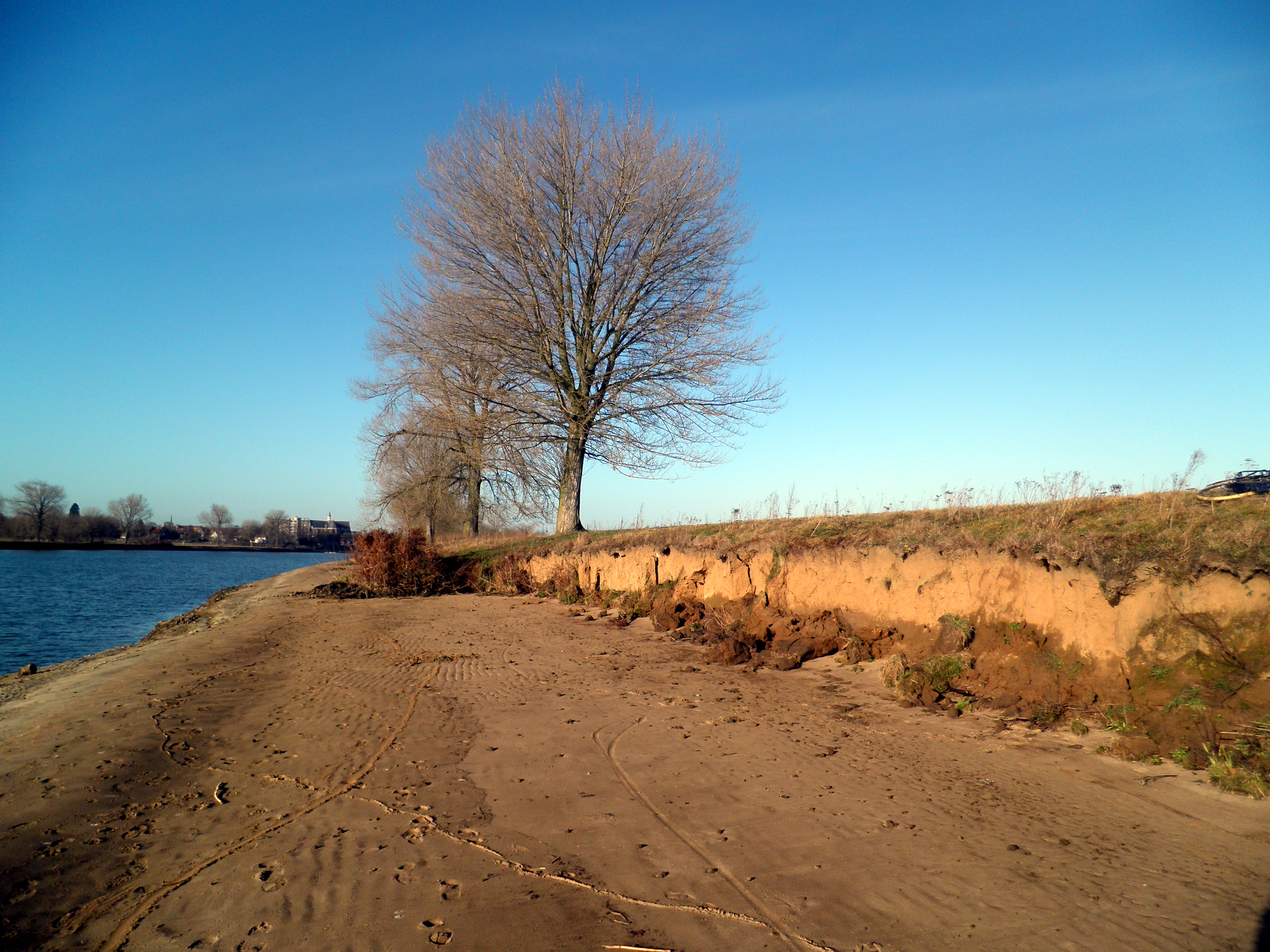
Rivierbedding Maas nabij Grave
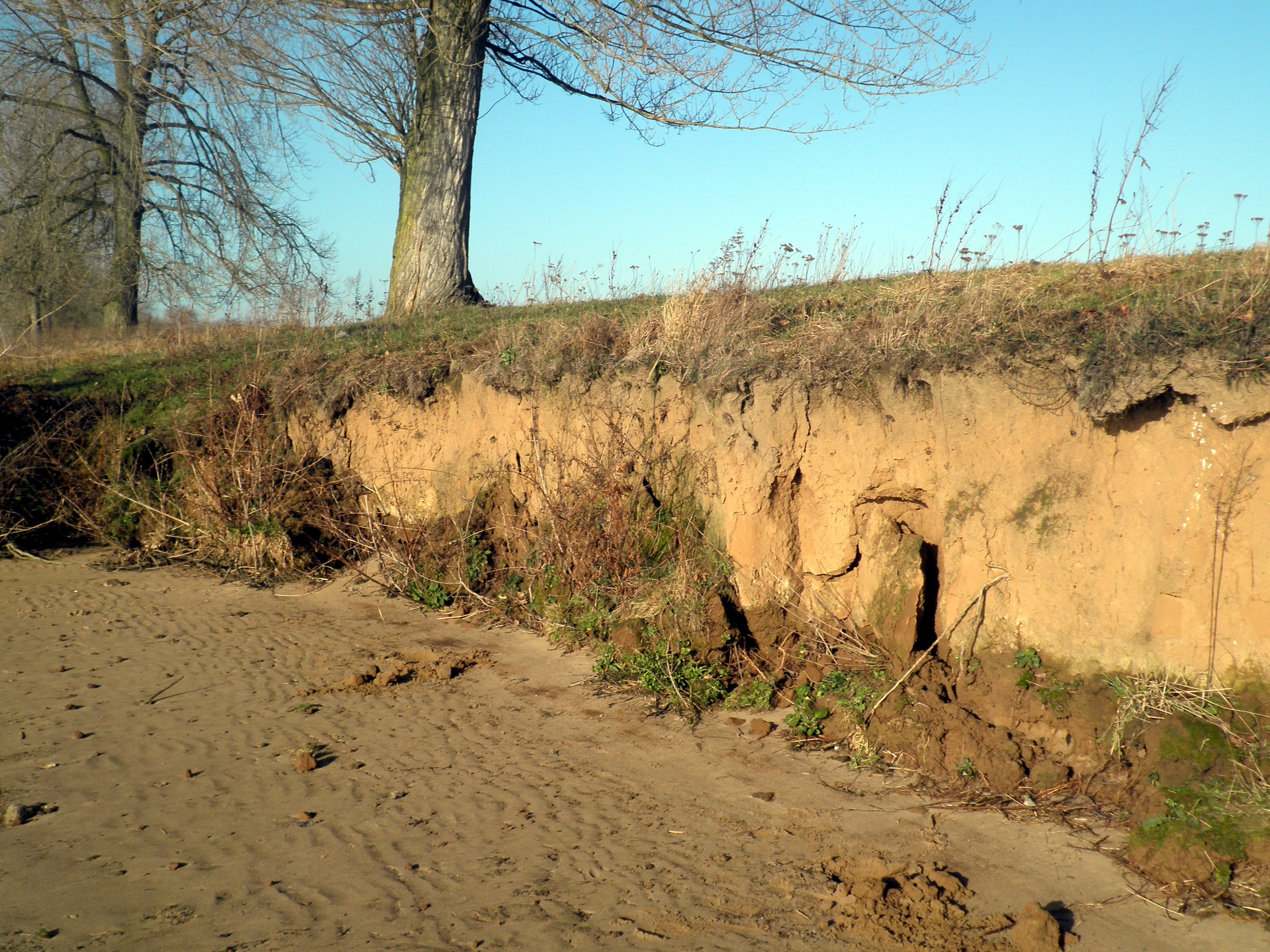
Maasoever
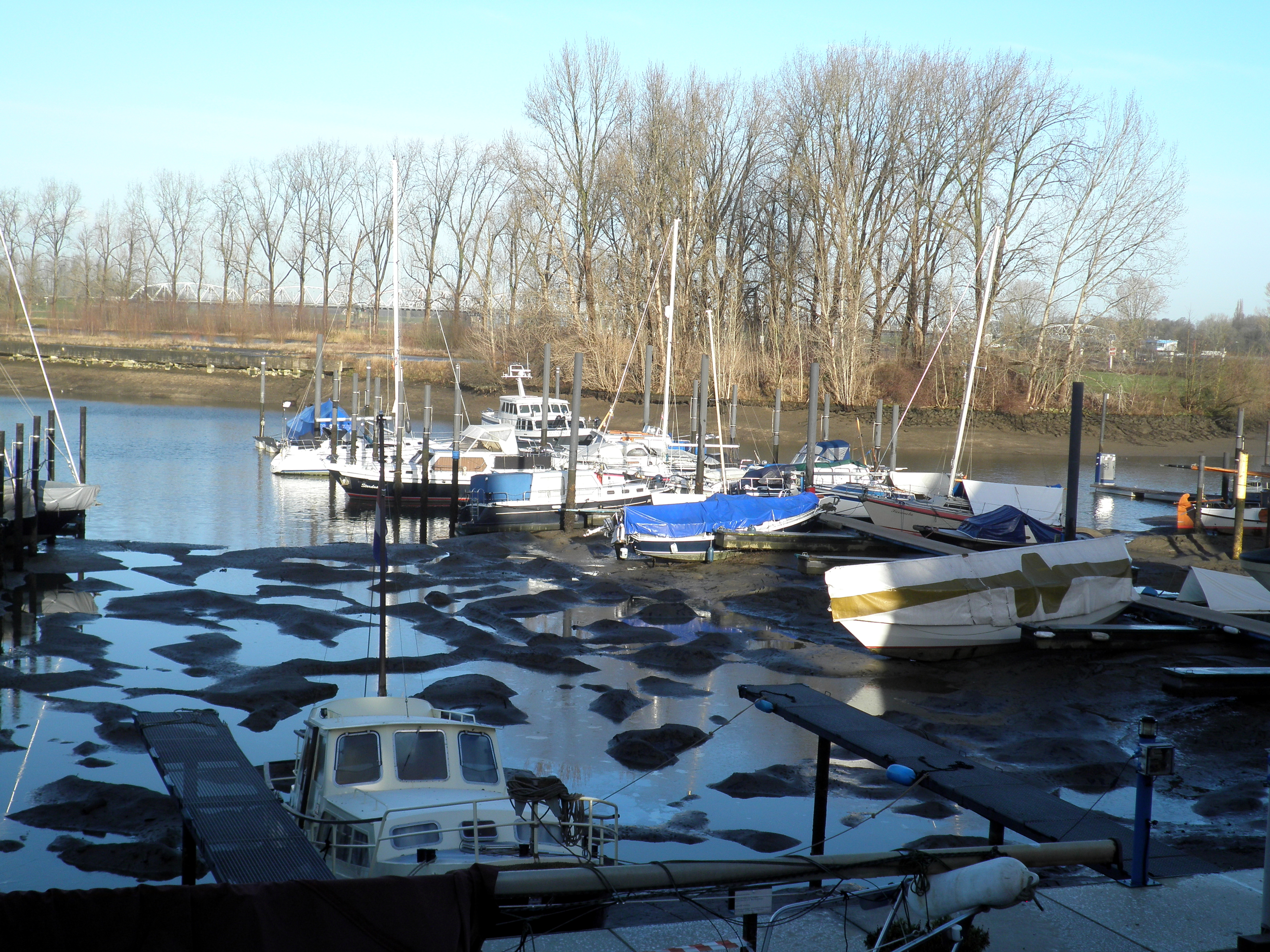
Jachthaven Grave
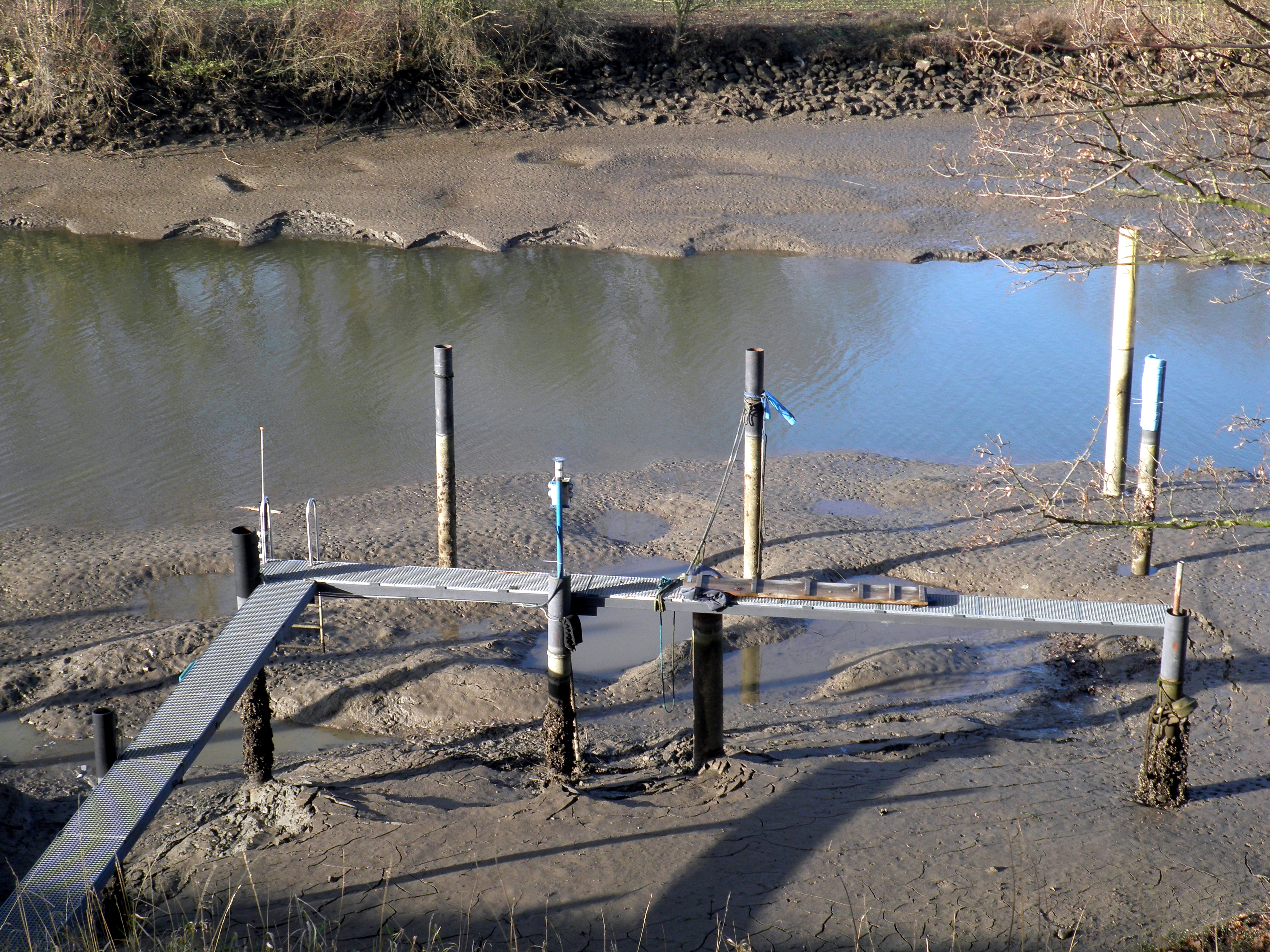
Jachthaven Grave

## Achtergrond
Schepen als de Maria Valentine moeten voldoen aan veel nationale en internationale regelgeving. Chemische bedrijven en raffinaderijen stellen aanvullende eisen, zoals het European Barge Inspection System (EBIS). De eisen van EBIS komen naast en bovenop de wettelijke verplichtingen. Omdat het schip regelmatig op de Rijn vaart, moet het onder andere voldoen aan de eisen die het ADN en het Reglement onderzoek schepen op de Rijn 1995 stellen. Daarbij is het verplicht om op wateren zoals de Maas gebruik te maken van Inland AIS, een systeem waarbij het door een schip opgevangen GPS-signaal wordt uitgezonden door middel van een transponder over de VHF-band (waar ook de marifoon op werkt). In dit geval een class A transponder, die de mogelijkheid heeft om ermee te varen in de navigatiemodus. 

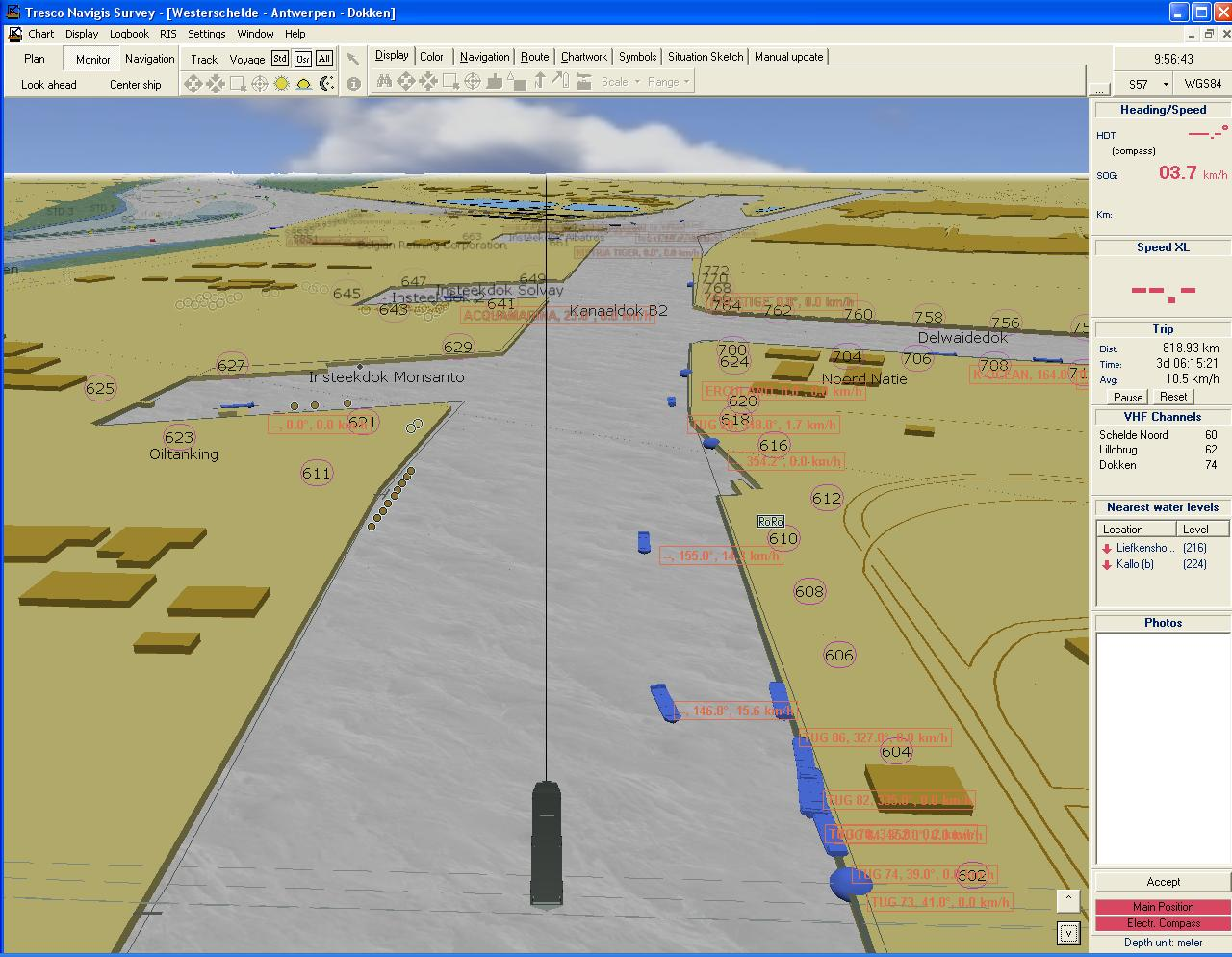
Inland ECDIS elektronische vaarkaart

Daarnaast moet op de Rijn bij grote schepen ook een aan dit systeem gekoppelde Inland ECDIS elektronische vaarkaart gekoppeld zijn. Dit is in de rest van Nederland (nog) niet verplicht. In de professionele binnenvaart worden kaarten van Tresco voor dit soort schepen het meest gebruikt. In de navigatiemodus kan de radar via een z.g. overlay met het kaartbeeld worden geïntegreerd. Iemand achter het roer kan dan ook in dichte mist op zijn monitor precies zien waar hij zich op de vaarweg bevindt. Onderzoek zal moeten leren waarom in dit geval de mechanische eigenschappen van het schip goed hebben gewerkt, terwijl ondanks de beschikbare  elektronische apparatuur toch niet de juiste route is gevolgd.
Informatie bij de sluis heeft geleerd, dat het schip niet tevoren in Grave is aangemeld voor een schutting. Schepen met een dergelijke lading zijn verplicht zich tevoren te melden, dat kan met BICS in het IVS90. Gebruikelijk zou de route over de sneller stromende Waal zijn geweest en daar had het zich ook voor opgegeven. Vanwege het lage water koos de schipper later alsnog voor de diepere route (met sluizen) over de gestuwde Maas via Grave, maar volgens de Onderzoeksraad lukte het hem niet om die routewijziging in het IVS90 aan te passen. De sluismeester in Weurt wachtte tevergeefs op de aankomst van het schip.
Een compleet open stand van de stuw, waarbij alle schuiven geheven zijn, de jukken met de schuiven zijn opgeklapt en waardoor de scheepvaart ongehinderd kan doorvaren, komt gemiddeld slechts enkele dagen per jaar voor. Het was de eerste keer sinds de aanleg van stuw in 1929 dat een binnenschip er zo'n ongeluk veroorzaakte. Eerder waren er sinds de bouw ongevallen met jachten geweest, maar nog nooit met een binnenschip.

## Het herstel
Experts van Rijkswaterstaat hebben gestudeerd op twaalf verschillende mogelijkheden en men heeft uiteindelijk besloten een tijdelijke breuksteendam achter (benedenstrooms) de zwaar beschadigde stuw Grave te bouwen. Op 10 januari 2017 maakte Rijkswaterstaat bekend hoe men het probleem wil oplossen en is een aannemer begonnen met het aanleggen van een tijdelijke dam benedenstrooms van de stuw Grave. De bouw startte fysiek bij de stuw op dinsdag 10 januari 2017 en werd maandag 23 januari 2017 afgerond. Daar is op de betonnen voet van de stuw een dam van breuksteen opgeworpen, waarna het waterpeil in de rivier langzamerhand op zijn normale niveau kon komen. Dit moest met beleid gebeuren, zodat woonboten en jachten los konden komen van de rivierbodem en met het waterpeil mee omhoog komen. Uiteindelijk is de nooddam afgewerkt met colloïdaal beton of gietasfalt, zodat die uiteindelijk geen water meer doorliet. Op 23 januari 2017 was het waterpeil weer tot +7,90m NAP gestegen en kon het scheepvaartverkeer weer doorgang vinden op de Maas tussen Grave en Sambeek en konden ook de laatste woonboten en jachten los komen.
Die voet ligt onder het wateroppervlak, op 2,30 m boven NAP. De dam van dertig meter breed is 5,60 meter hoog, waardoor het waterniveau na voltooiing uitkwam op de 7,90 m boven NAP. Dat is gelijk aan het niveau dat de Maas tussen Sambeek en Grave had voor de aanvaring. Door het gat dat bij de botsing ontstond, is het waterpeil de weken na het ongeval gestaag gedaald naar ongeveer 5 meter boven NAP. In geval van hoogwater door veel regen- en/of smeltwater bovenstrooms kan de dam binnen 48 uur afgegraven worden om meer water te kunnen doorlaten.
Aan de bovenstroomse zijde kon vervolgens gewerkt worden aan het herstel van de beschadigde delen van de stuw. Vijf jukken werden beschadigd, drie daarvan konden gerepareerd worden, de andere twee moesten vernieuwd worden. Men verwachtte circa een half jaar nodig te hebben voor de herstelwerkzaamheden. 21 april 2017 maakte Rijkswaterstaat tijdens een bijeenkomst op de stuw bekend dat die eind juli, na de montage van de jukken, weer kan functioneren.
Voor het herstel van de betonnen constructie onder water is een droogzetkuip gebruikt, die gewoonlijk voor onderhoud van de stuwen bij Sambeek en Belfeld wordt ingezet. Er is voor dat doel een demontabel passtuk onder de kuip gemaakt, dat na afloop van de klus weer kan worden verwijderd. Voor het normale onderhoud bestond al wel een voorzetkuip, maar die kan alleen in combinatie met de jukken gebruikt worden. Die beschadigde jukken zijn voor reparatie naar een werkplaats in Rotterdam gegaan.
Op 4 juli 2017 was de stuw weer hersteld en is begonnen met het weghalen van de nooddam. De totale kosten van de reparatie worden door Rijkswaterstaat geschat op ongeveer 20 miljoen euro.

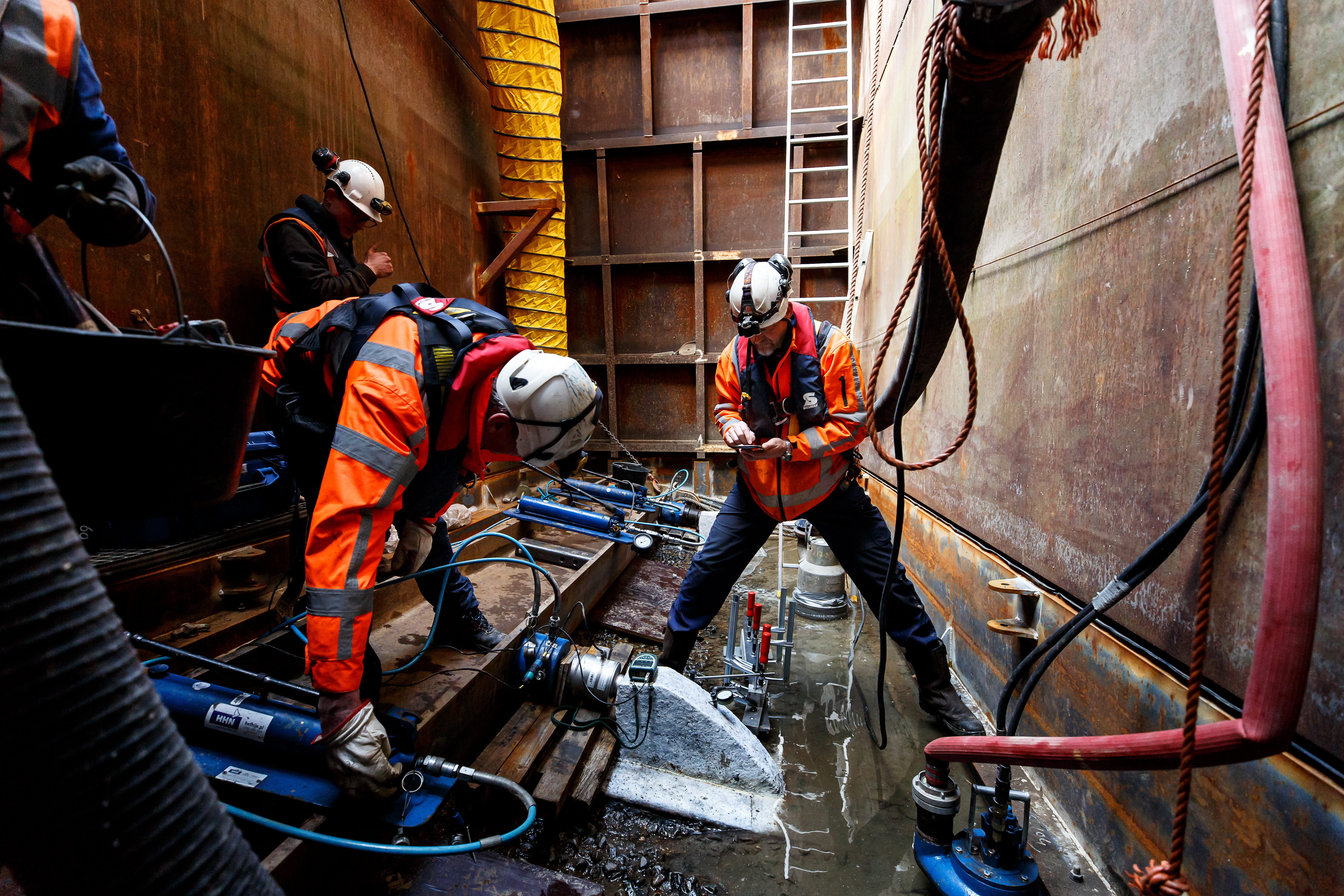
Drukmeting in droogzetkuip.
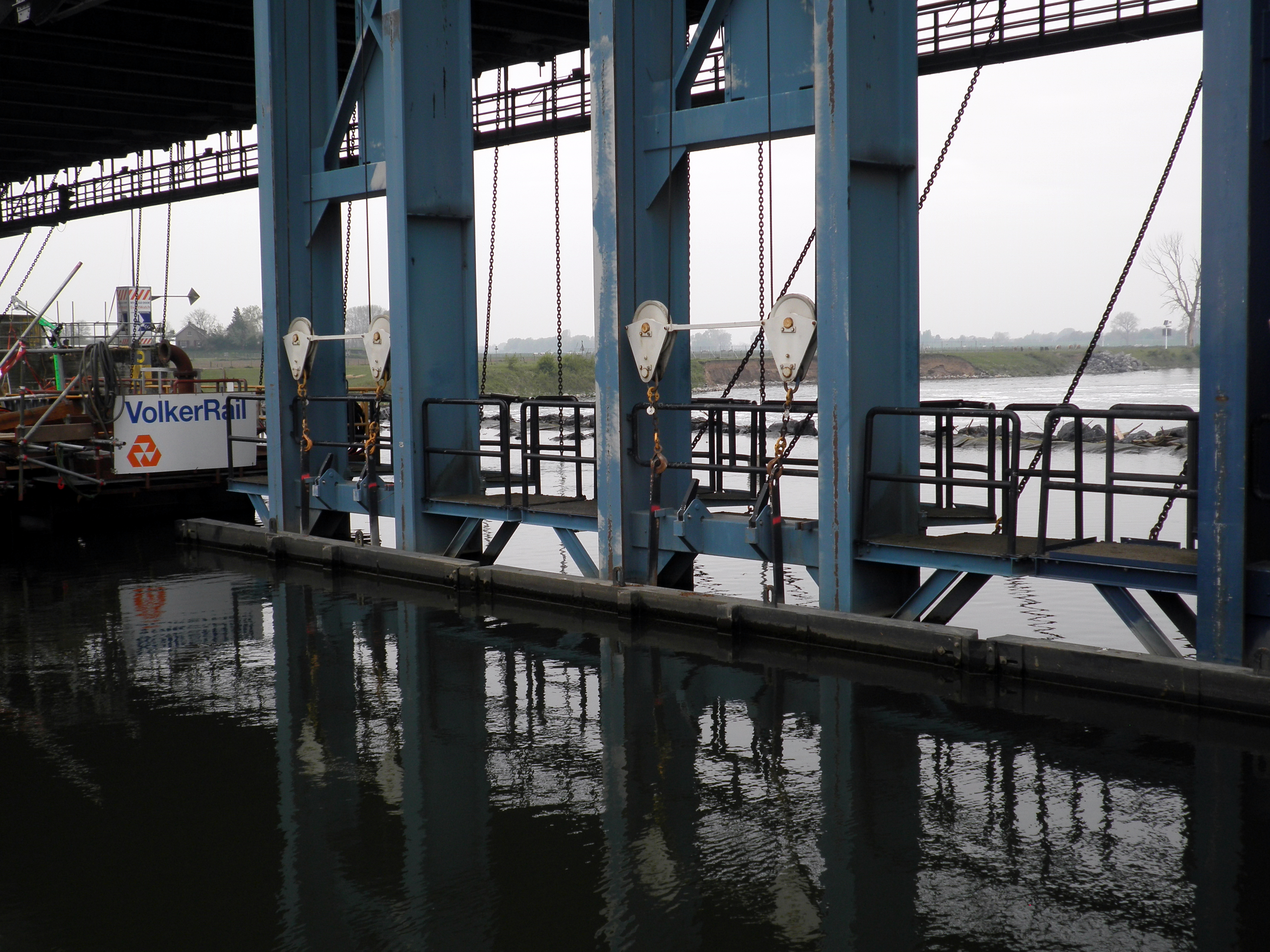
Bovenstrooms van links naar rechts: bovenkant droogzetkuip (met tekst VolkerRail) en intacte jukken 18 en 19.
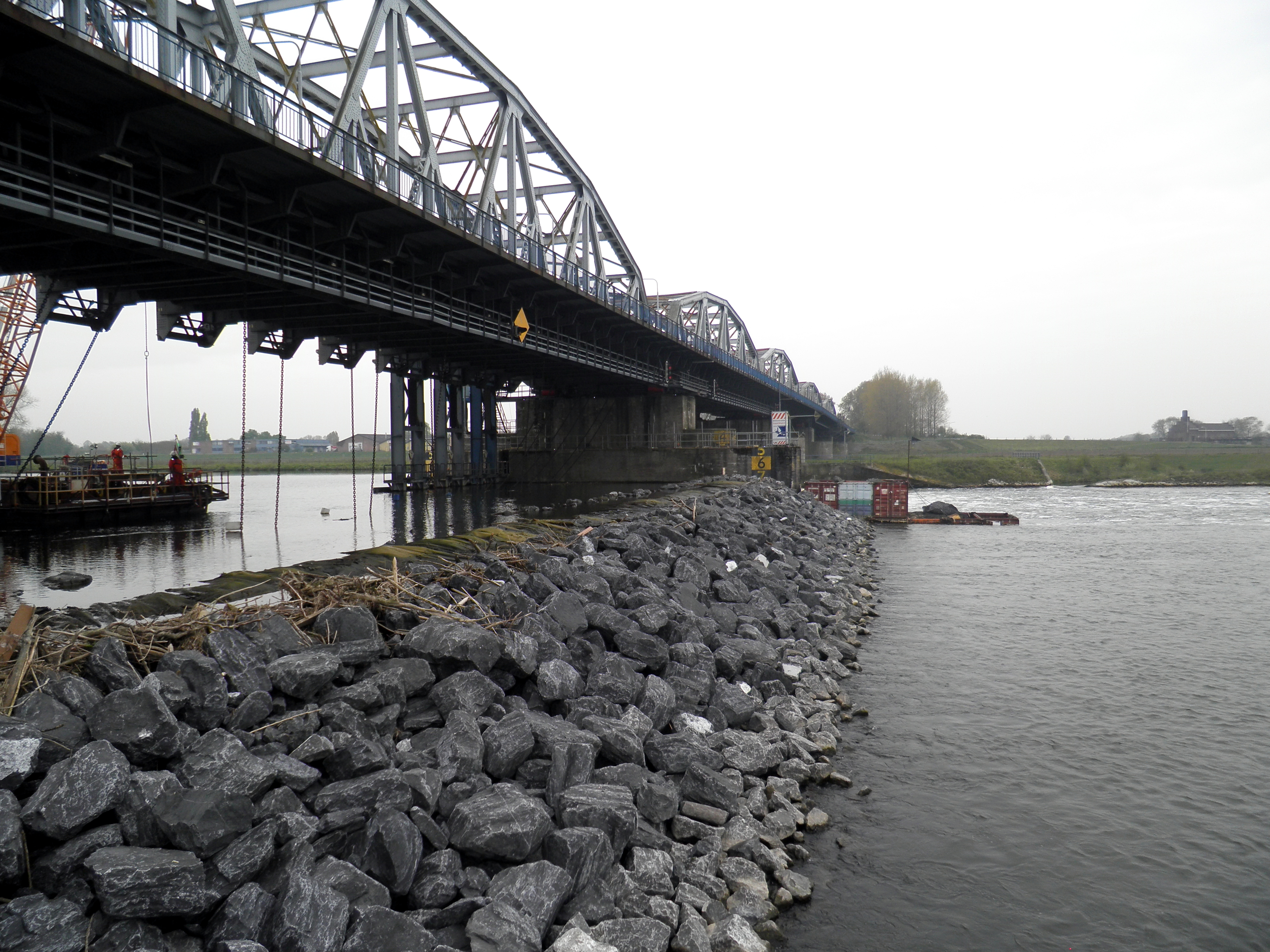
Benedenstrooms: bovenkant droogzetkuip  intacte jukken 12, 11 en 10 en breuksteendam.
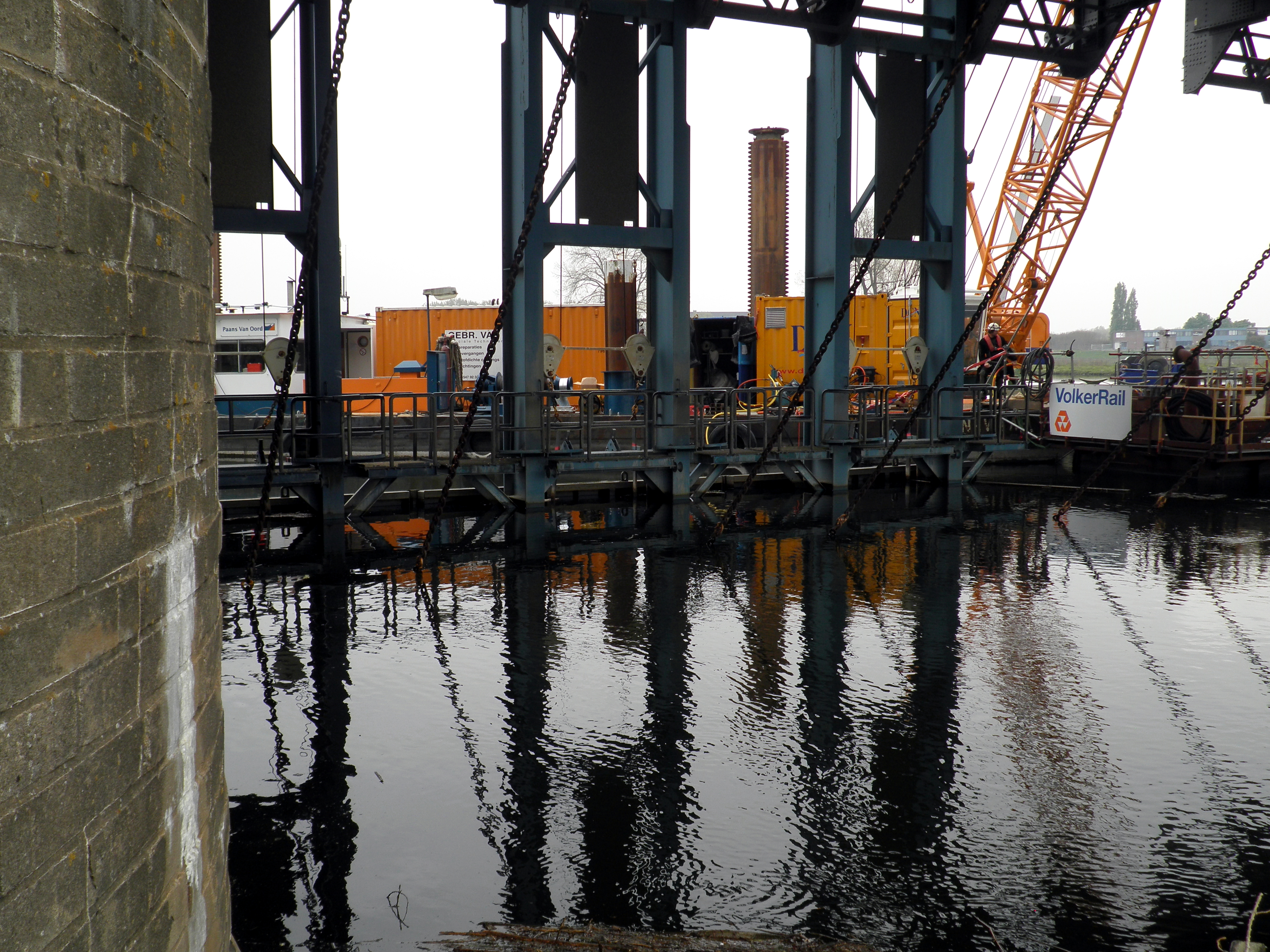
Benedenstrooms: intacte jukken 20, 19 en 18 en bovenkant droogzetkuip.
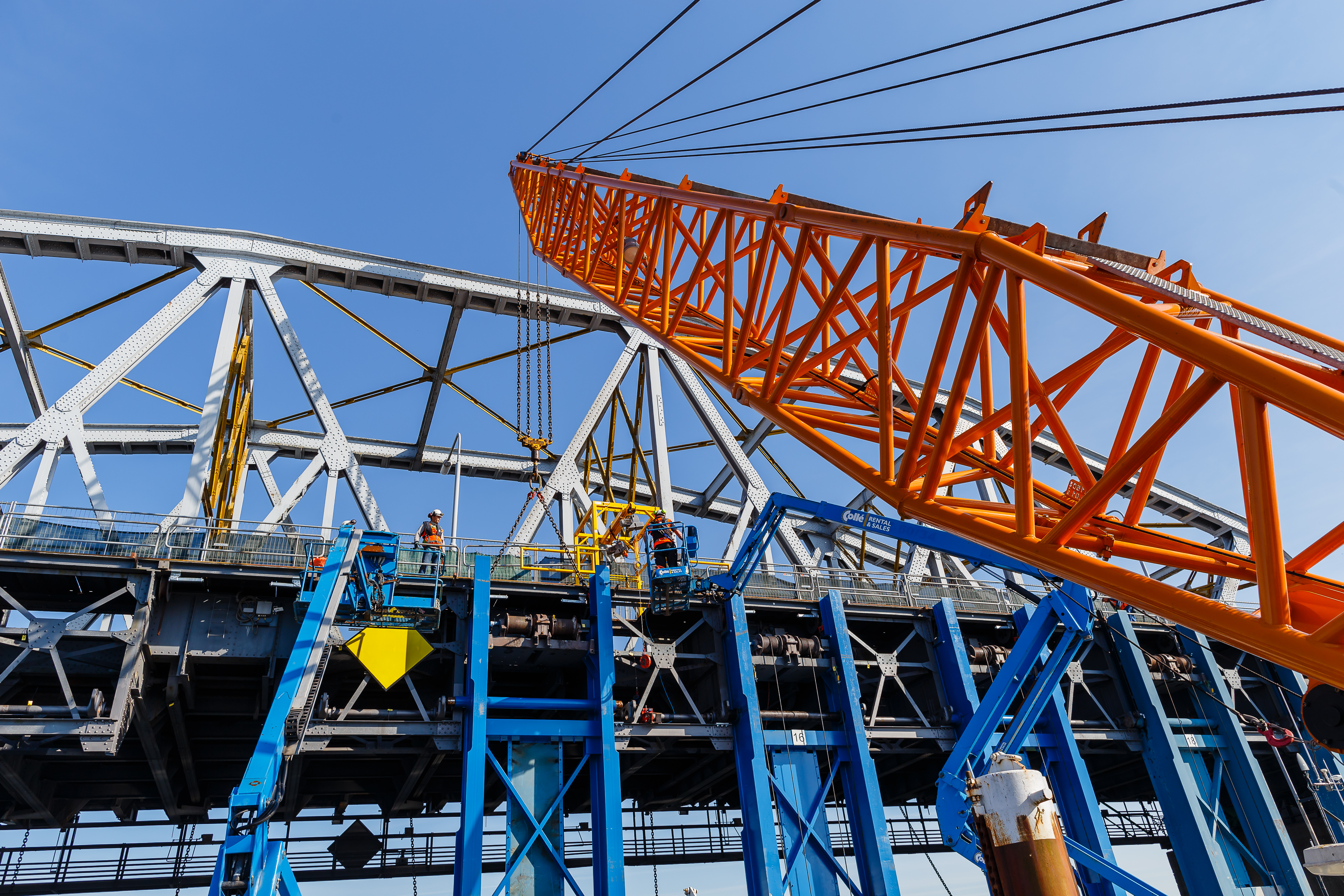
Bevestiging juk.

## De nasleep
Aanvankelijk wilde Rijkswaterstaat zelf onderzoek laten doen naar het ongeval. Maar omdat er gerede twijfel was omtrent het adequaat optreden van de dienst bij de nasleep van het ongeval wordt het ongeval op verzoek van vele partijen ook onderzocht door de Onderzoeksraad voor Veiligheid. De Onderzoeksraad is op 24 januari 2017 met een onderzoek begonnen en bracht op 3 mei 2018 rapport uit. Het ongeval wordt ook onderzocht door de betrokken waterschappen (Limburg, Aa en Maas en Rivierenland), de veiligheidsregio's Gelderland-Zuid en Brabant-Noord gaven Bureau Berenschot opdracht.
Na de reparatie van het schip is het onder de andere naam Magellan weer in de vaart gebracht.

## Aansprakelijkheid
Het Verdrag inzake de beperking van aansprakelijkheid in de binnenvaart (CLNI), op 4 november 1988 te Straatsburg tot stand gekomen, regelt dat de maximumaansprakelijkheid van scheepseigenaren voor bepaalde vorderingen kan worden beperkt door het stellen van een fonds. De hoogte daarvan wordt alleen berekend op basis van het tonnage en motorvermogen van het betreffende schip, niet op basis van de met het schip aangerichte schade. De scheepseigenaar moet eerst een verzoek indienen bij de rechtbank. Als het fonds door de rechter is gesteld, kunnen schuldeisers hun vorderingen indienen bij dat fonds.
De eigenaar van het schip heeft bij de rechtbank Rotterdam zo'n verzoek ingediend om aansprakelijkheid voor het incident te mogen beperken. De aansprakelijkheid van de eigenaar is voorlopig vastgesteld op 726.421,20 SDR (omgerekend ongeveer € 912.000,-). De schade werd eind april 2017 door Rijkswaterstaat al gemeld op 20 miljoen euro, maar kan nog verder oplopen. De schade wordt door Rijkswaterstaat gezien als maatschappelijke kosten.

## Oorzaak
Volgens het Openbaar Ministerie is na onderzoek gebleken dat ‘een veelheid van factoren heeft bijgedragen aan de aanvaring'. De schipper maakte voor zijn navigatie onder andere gebruik van een elektronische kaart. De pijl die op deze kaart verwees naar de sluis, bleek verkeerd om in de kaart geplaatst te zijn. Het OM besloot daarom de schipper alleen een transactie aan te bieden van € 1400, het maximale bedrag conform de geldende richtlijnen. Vanwege overtreding van artikel 1.04 het Binnenvaartpolitiereglement, het feit dat hij zich niet tijdig bij de sluis had gemeld.